# 특수전대 데카레인저
《특수전대 데카레인저》(特捜戦隊デカレンジャー 도쿠소센타이 데카렌자[*])는 일본 토에이에서 제작한 28번째 슈퍼 전대 시리즈이다. 2004년 2월 15일부터 2005년 2월 6일까지 TV 아사히계열에서 방영되었다. 미국에서는 2005년 2월 《Power Rangers : S.P.D》로 리메이크 되어 방영되었으며, 대한민국에서는 2005년 7월에 《파워레인저 S.P.D》라는 제목으로 더빙판을 투니버스에서 방영하였다. 일본에서 방영할 당시에는 《가면라이더 블레이드》와 함께 슈퍼 히어로 타임으로 편성되었다. 이 전대는 닌자전대 카쿠레인저, 전자전대 메가레인저, 미래전대 타임레인저이후 4번째로 레드가 리더 위치에 있지 않은 전대이며, 또한 역대 슈퍼 전대 시리즈 처음으로 블루가 리더인 약간 독특한 전대이기도 하다.

## 한국판 성우진
- 데카 레드(SP 레드) 탄 - 김장
- 데카 블루(SP 블루) 호지 - 양석정
- 데카 그린(SP 그린) 셰인 - 서윤선
- 데카 옐로(SP 옐로) 재스민 - 이지영
- 데카 핑크(SP 핑크) 유리카 - 윤여진
- 데카 브레이크(SP 화이트) 데칸 - 최준영
- 데카마스터 도기크루거 - 이봉준
- 데카스완 스완 - 김효선
- 아브렐라 - 박영화

## 등장 메카

### 데카 머신(SP 머신)
- 패트 스트라이커
- 패트 자이로
- 패트 트레일러
- 패트 아머
- 패트 시그너
- 데카 바이크

### 로봇
메인 메카
- 1호 메카 - 데카레인저 로보(스쿼드메가조드)
- 2호 메카 - 데카바이크 로보(스쿼드바이크조

드)
- 3호 메카 - 데카 베이스로보(스쿼드 베이스조드)
- 4호 메카 - 데카 윙 로보(스퀴드 윙 메가조드)

슈퍼 합체
- 슈퍼 합체 메카 - 슈퍼 데카레인저 로보(슈퍼 스쿼드메가조드)